# Sladan (Norrfjärdens socken, Norrbotten)
Sladan är en sjö i Piteå kommun i Norrbotten och ingår i Rosån-Alterälvens kustområde. Sjön har en area på 0,203 kvadratkilometer och ligger 0 meter över havet. Sjön avvattnas av vattendraget Grundbäcken.
Sjön ligger vid sidan av Stora Granholmen. Sladan är känd för fågeljakt i Norrfjärden. Den är cirka 1 meter djup. Omkretsen cirka 700 meter.
Det går en liten kanal från havet in till Sladan som är full av vass. Kanalen är cirka 40 centimeter som djupast. Cirka 30 procent av vattenytan är täckt av vass.

## Delavrinningsområde
Sladan ingår i det delavrinningsområde (726991-176513) som SMHI kallar för Mynnar i havet. Medelhöjden är 10 meter över havet och ytan är 6,33 kvadratkilometer. Det finns inga avrinningsområden uppströms utan avrinningsområdet är högsta punkten. Avrinningsområdets utflöde Grundbäcken mynnar i havet. Avrinningsområdet består mestadels av skog (46 procent), öppen mark (15 procent) och jordbruk (25 procent). Avrinningsområdet har 0,34 kvadratkilometer vattenytor vilket ger det en sjöprocent på 4,4 procent. Bebyggelsen i området täcker en yta av 0,59 kvadratkilometer eller 8 procent av avrinningsområdet.